# Laura Yasmin
Laura Yasmin (geboren te Rotterdam) is een Nederlandse zangeres. Ze is vooral bekend van het lied Stemgeluid, dat ze in 2023 uitbracht met Vlins.

## Biografie
Laura Yasmin in afkomstig uit Rotterdam. Sinds 2021 brengt ze muziek uit; haar eerste single was Hopes Up bij muzieklabel Visionaires. In 2023 bracht ze samen met de rapper Vlins het lied Stemgeluid uit bij label LASER by Sony (sublabel van Sony Music). Dit deden zij nadat het lied al enige tijd rondging op mediaplatform TikTok en het daar al in duizenden video's werd gedeeld. Toen het nummer werd uitgebracht, vergaarde het binnen een paar uur meer dan 200.000 streams op Spotify. Het nummer kwam de Single Top 100 binnen en piekte daar op de twaalfde positie. Bij de Nederlandse Top 40 kwam het tot de eerste plaats van de Tipparade.
Na Stemgeluid werkte de zangeres eind 2023 nogmaals samen met Vlins; ditmaal op het lied Al heb ik mijn dag niet. In dit lied gaan de artiesten in op het ouderschap en hoe hun kinderen er altijd voor zorgen dat zij blij door het leven kunnen gaan, zelfs al zit de rest soms tegen. Dit lied behaalde niet hetzelfde succes als voorganger Stemgeluid. In 2024 werden nog meer singles met Vlins uitgebracht: Zuinig, Mijn maatje en Toevertrouwd. Op Mijn maatje was er ook een gastbijdrage van Gers Pardoel.

## Discografie
| Lied                   | Verschijnen     | Album | Hitlijsten  | Hitlijsten  | Hitlijsten   | Hitlijsten   | Opmerkingen       |
| Lied                   | Verschijnen     | Album | NL (Top 40) | NL (Top 40) | NL (Top 100) | NL (Top 100) | Opmerkingen       |
| Lied                   | Verschijnen     | Album | Piek        | Weken       | Piek         | Weken        | Opmerkingen       |
| ---------------------- | --------------- | ----- | ----------- | ----------- | ------------ | ------------ | ----------------- |
| Stemgeluid (met Vlins) | 12 januari 2023 | —     | tip1        | —           | 12           | 19           | Goud in Nederland |